# 苯并环丁烯
苯并环丁烯是最简单的多环芳香烃，由一个苯环和一个环丁烷组成。
苯并环丁烯经常被用来制造感光性聚合体。以苯并环丁烯为基础的聚合体电介质能适应多种微电机系统或微电子处理中用的感光底片。应用包括片结合，光学互接，低K电介质，甚至包括脑神经植入,达高特用10多年在这方面优化生产工艺。